# Kōji Nishimura
Kōji Nishimura (jap. 西村 弘司 Nishimura Kōji; ur. 7 lipca 1984) – japoński piłkarz występujący na pozycji bramkarza.

## Kariera klubowa
Od 2003 do 2016 roku występował w klubach Kyoto Sanga FC i Nagoya Grampus.